# Goerita flinti
Goerita flinti là một loài trong họ Goeridae. Chúng phân bố ở miền Tân bắc.